# Михайлівська сільська територіальна громада (Запорізька область)
Михайлівська сільська територіальна громада — територіальна громада в Україні, у Запорізькому районі Запорізької області. Адміністративний центр — село Михайлівка.
Площа громади — 161,90 км², населення — 6539 мешканців (2020).
Утворена 9 лютого 2018 року шляхом об'єднання Люцернянської та Михайлівської сільських рад Вільнянського району.

## Населені пункти
До складу громади входять 15 сіл: Андріївка, Богатирівка, Василівське, Вільноандріївка, Вільногрушівське, Вільнокур'янівське, Вільноуланівське, Георгіївське, Запорізьке, Криничне, Люцерна, Михайлівка, Нагірне, Сергіївка та Соколівка.